# Pont d'Argenteuil
Pour les articles homonymes, voir Pont d'Argenteuil (homonymie).
Le pont d'Argenteuil est un pont routier métallique en arc, franchissant la Seine sur une longueur de deux cent trente mètres entre l'avenue d'Argenteuil à Gennevilliers et l'avenue Gabriel-Péri à Argenteuil à la limite des départements des Hauts-de-Seine et du Val-d'Oise. 
Il fait partie de l'itinéraire de l'ancienne route nationale 309, actuelle route départementale 909. Lors d'un comptage effectué en 2011 au moyen de compteurs à tubes, le trafic moyen journalier annuel s'élevait à 25 441 véhicules. Ce trafic s'élevait en 2020/2021 à près de 30 000 véhicules journaliers, auxquels s'ajoutent 800 piétons, 1 200 vélos et 200 trottinettes

## Historique
À cet emplacement se trouvait un bac, mentionné sur la carte de Cassini, où aboutissait la chaussée du Bac d'Argenteuil.
Un premier pont d'Argenteuil a été construit en 1822 mais il est détruit lors de la guerre de 1870. Une passerelle en bois le remplace provisoirement puis le pont est reconstruit en 1874. La même année, Claude Monet en fait une peinture, alors que, deux ans plus tôt, Alfred Sisley représente la passerelle avant qu'elle ne disparaisse.

Le deuxième pont
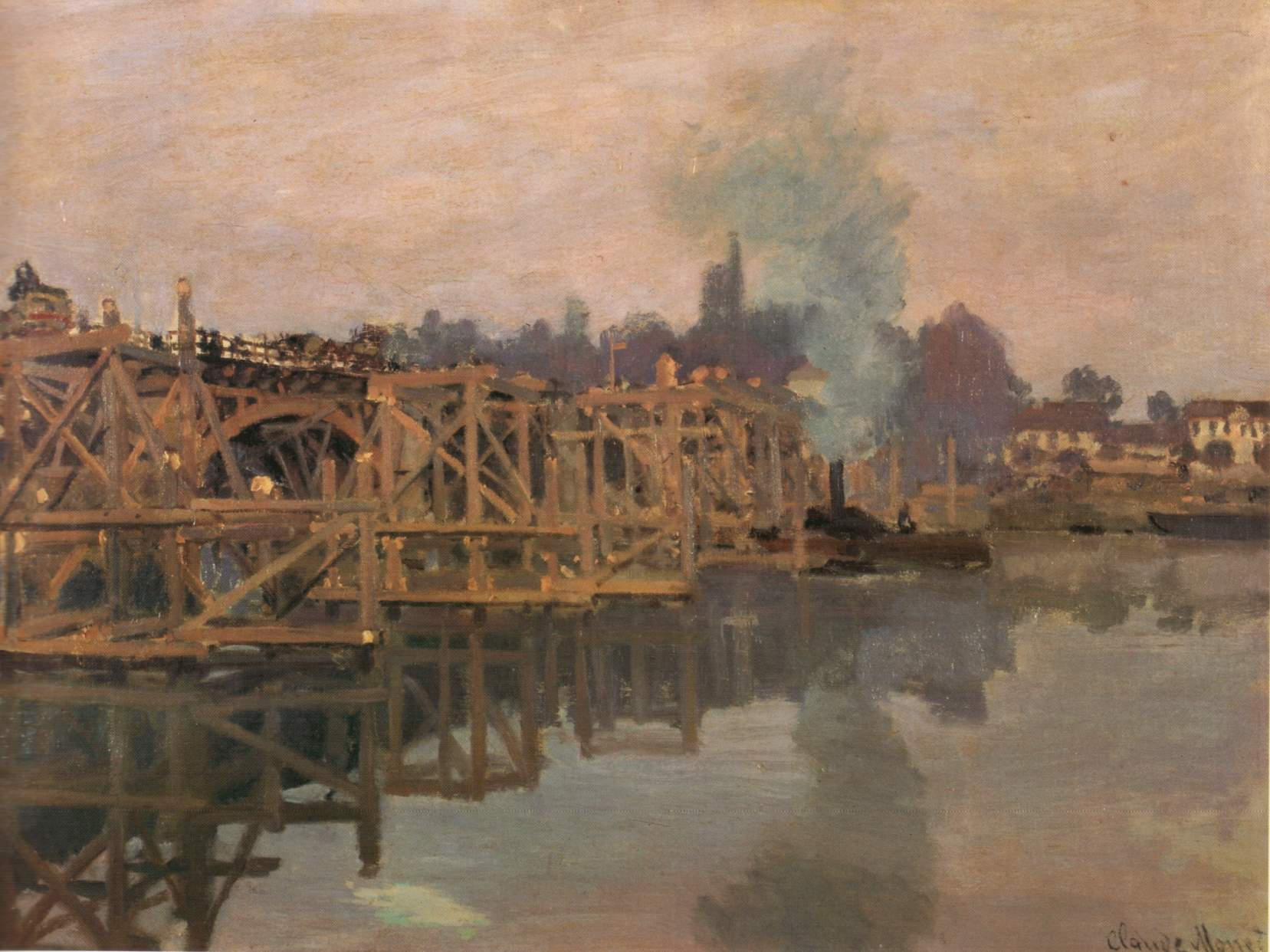
Argenteuil, le pont en réparation 1872, Claude Monet.
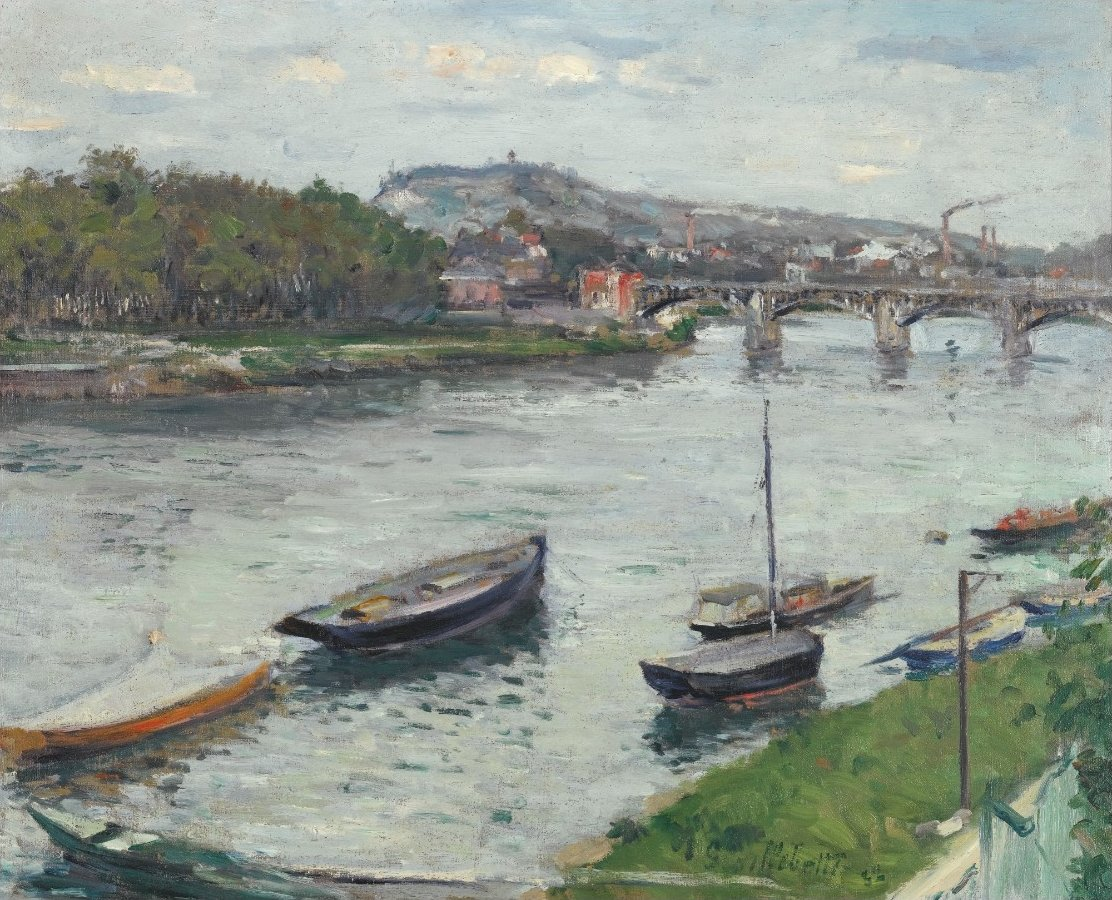
La Berge et le pont d'Argenteuil Gustave Caillebotte, 1882 Collection privée, Vente 2015.
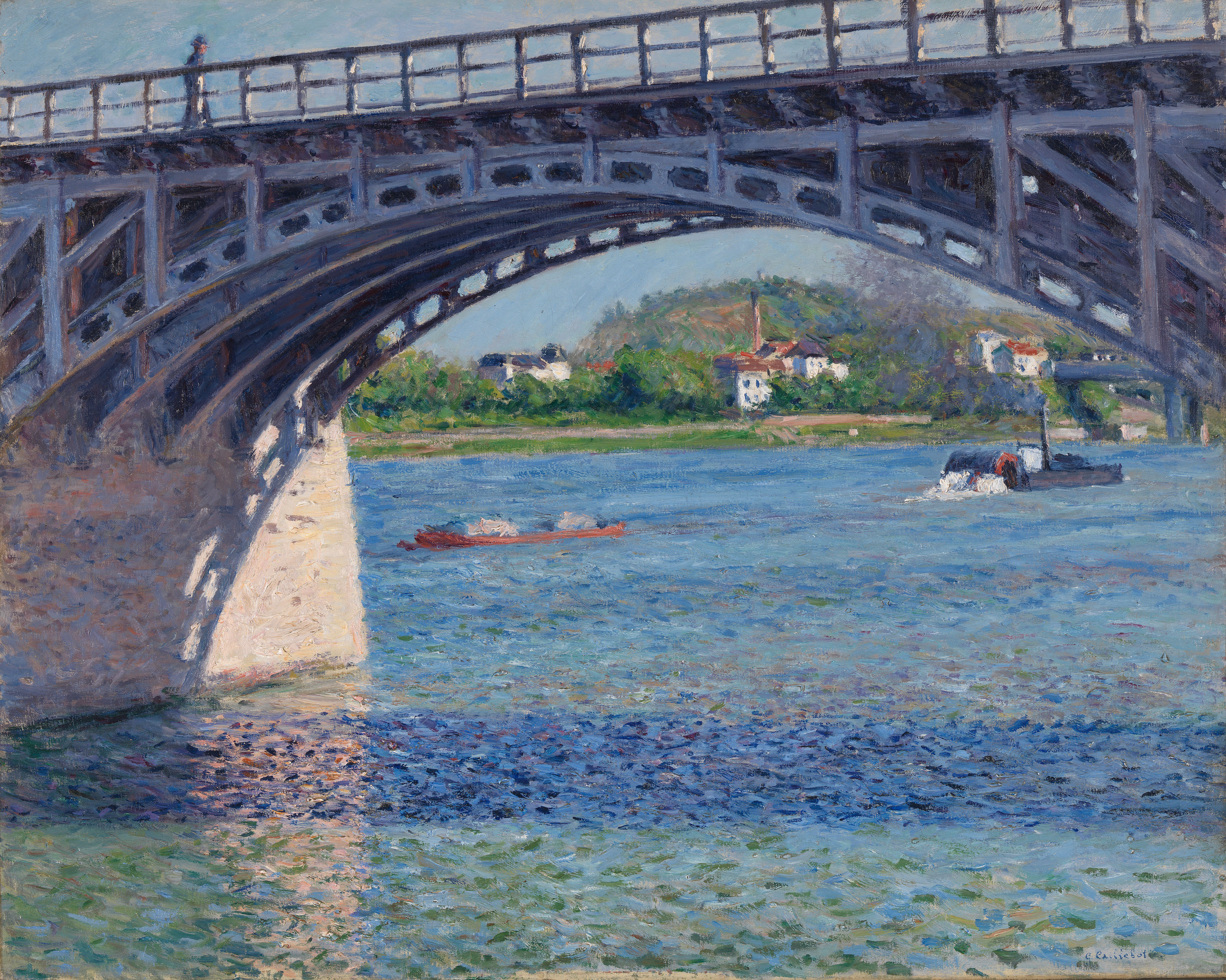
Le Pont d'Argenteuil et la Seine Gustave Caillebotte,1883 Musée Barberini, Potsdam.

La première étape du Tour de France 1919 s'élance du pont d'Argenteuil.

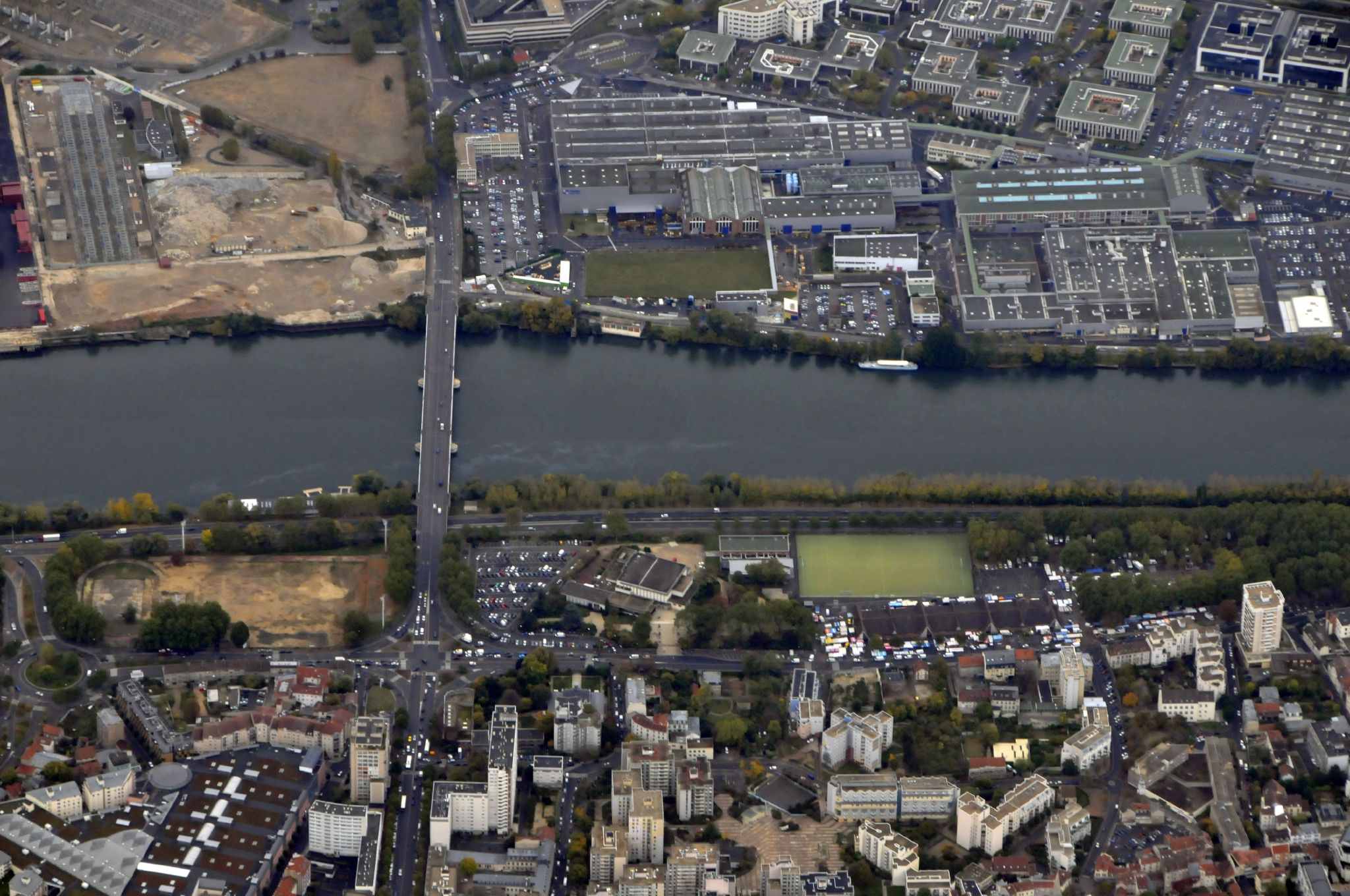
Vue d'avion : on voit en bas de l'image la rive droite de la Seine à Argenteuil, avec le stade Alain-Mimoun et en haut l'usine SNECMA de Gennevilliers.

Jusqu'au milieu des années 2000, la centrale électrique thermique de Gennevilliers était implantée à proximité.

## Description
L'ouvrage actuel est un pont en arc avec  tablier supérieur achevé en 1947 et long de 232 m.. Son tablier large de 19 m. repose sur trois arcs en acier respectivement de 62, 68 et 62 m.

## Réaménagement 2020/2021
Dans le cadre de l'entretien de l'ouvrage, celui-ci est reconfiguré en 2020/2021 afin de favoriser les déplacements actifs, avec la création de trottoirs plus attractifs et d'une piste cyclable bidirectionnelle, avec suppression d'une file de circulation automobile. En fonction de l’importance du trafic le matin et le soir, le sens d’une des trois voies subsistantes sera modifié en direction de Paris ou du Val-d’Oise, grâce à la mise en place d’une signalisation dynamique.

## Iconographie
Claude Monet (1840-1926)
- La Promenade d'Argenteuil, 1872, huile sur toile, 50,5 x 65 cm, National Gallery of Art[5]
- Le Bassin d'Argenteuil, 1872, huile sur toile, 60 x 80,5 cm, Musée d'Orsay[6]
- Régates à Argenteuil, 1872, huile sur toile, 48 x 75 cm, Musée d'Orsay[7]
- Argenteuil, pont en réparation, 1871-1872, huile sur toile, 60 x 80,5 cm, collection particulière en prêt au Fitzwilliam Museum[8]
- Le Pont d'Argenteuil, 1874, huile sur toile, 60 x 80 cm, Musée d'Orsay[9]

Gustave Caillebotte
- La Berge et le pont d'Argenteuil, 1882, Collection privée, Vente 2015[10]

Pierre-Auguste Renoir
- Le Pont d'Argenteuil (1888)[11]

Alfred Sisley (1839-1899)
- Passerelle d'Argenteuil, huile sur toile, 1872, 39 x 60 cm, Musée d'Orsay